# Amedeo Modigliani önarcképe
Amedeo Modigliani önarcképe a São Pauló-i szépművészeti múzeum (Museu de Arte Contemporânea da Universidade de São Paulo) gyűjteményének része.
Az olasz festő 1919-ben festette meg önarcképét. Az alkotáson jól felismerhetők Modigliani stílusjegyei, érdeklődése az afrikai maszkok iránt: a lapos, maszkszerű arc, a mandulavágású szemek, a szorosan összezárt ajkak, az orr formája, a hosszú nyak. A háttér üres, semleges, az alak és az arc leegyszerűsített, a művész kezében paletta és ecsetek.
Az önarcképet mindössze egy évvel halála előtt festette Amedeo Modigliani, és sokan úgy vélik, hogy a megnyúlt, keskeny arc, annak sápadtsága és kísérteties nyugalma már a festő egészségét pusztító gümőkór jele.
Akár szándékosan, akár nem, a portréfestőmester, Modigliani ezzel a beesett arcú és összezárt ajkú önarcképpel, többet festett meg, mint a saját képmását. A tuberkulózis arcát festette meg, írta Polyxeni Potter.